# Diospilus nantouensis
Diospilus nantouensis är en stekelart som beskrevs av Chou och Hsu 1998. Diospilus nantouensis ingår i släktet Diospilus och familjen bracksteklar. Inga underarter finns listade i Catalogue of Life.